# Ass (album)
Ass è il quarto album in studio del gruppo musicale britannico Badfinger, pubblicato nel 1973.

## Tracce
Side 1
1. Apple of My Eye - 3:06
2. Get Away - 3:59
3. Icicles - 2:32
4. The Winner - 3:18
5. Blind Owl - 3:00

Side 2
1. Constitution - 2:58
2. When I Say - 3:05
3. Cowboy - 2:37
4. I Can Love You - 3:33
5. Timeless - 7:39

## Formazione
- Pete Ham - chitarra, piano, voce, sintetizzatore
- Tom Evans - basso, voce
- Joey Molland - chitarra, piano, voce
- Mike Gibbins - batteria, voce